# ژانا زورابیان
ژانا پتروسی زورایان (ارمنی: Ժաննա Պետրոսի Զուրաբյան؛ زادهٔ ۳۰ اوت ۱۹۴۱) موسیقی‌شناس اهل ارمنستان است.

## زندگی‌نامه
وی در ۳۰ اوت ۱۹۴۱ در وانادزور به دنیا آمد و از کنسرواتوار دولتی کومیتاس ایروان فارغ‌التحصیل گشت. وی برنده جوایزی همچون چهره هنری افتخاری جمهوری ارمنستان، مدال موسس خورناتسی است.